# Фобос-грунт
Фобос-грунт (рус. Фобос-Грунт; у буквалном преводу Фобос-земља/тло) била је руска свемирска сонда лансирана ка једном од природних сателита Марса – Фобосу, са циљем повратка узорака тла на Земљу. У склопу мисије били су и мањи кинески орбитер Јинхо-1 (прва кинеска мисија ка Марсу), као и мали експеримент који је финансирало Планетарно друштво.
Сонда је полетела 9. новембра 2011. године у 02.16 по локалном времену (8. новембра у 20.16 УТЦ) са космодрома Бајконур у Казахстану, али каснији маневри ракете-носача који је требало да је пошаљу на трајекторију ка Марсу нису прошли по плану, тако да је сонда остала у ниској Земљиној орбити. Покушаји да се поново успостави контакт са сондом нису успели, тако да је сонда неконтролисано пала назад у Земљину атмосферу и сагорела 15. јануара 2012. године, изнад Тихог океана и Чилеа. Према првобитном плану лета сонда је требало да на Земљу врати око 200 грама узорака тла са Фобоса у августу 2014. године.
Ова мисија била је прва руска међупланетарна сонда још од мисије Марс 96 која је доживела неуспех 1996. године. Последње успешне међупланетарне мисије биле су Вега 2 1985/86. ка Венери и Фобос 2 1988/89. ка Фобосу. Фобос-грунт требало је да буде прва сонда која ће на Земљу вратити узорке тла неког небеског тела још од сонде Луна 24 из 1976. године.
Русија планира да половином 2020их лансира нову мисију за повратак узорака тла са Фобоса, уз учешће Европске свемирске агенције.